# Telegdy Kata
Telegdy Kata (1550 után – 1599 után) az egyik első ismert magyar költőnő. Telegdy Pál húga, Balassi Bálint Júliájának, Losonczy Annának rokona. 

## Élete
Apja mezőtelegdi Telegdy Mihály, földbirtokos, anyja losonczi Bánffy Zsófia volt.
Művelt, öntudatos reneszánsz asszony volt. Egyetlen verses levele maradt fenn. Ebben ironikus felhangokat ad a stilizált pásztorregény-világképnek. A prózai és verses részeket váltogató levélben ügyesen használja az évődés, a kritika, az öntudat és önirónia hangnemeit.
Férje, Zokoly Miklós. Kisvárdai udvarukban vendégül látták a szabadgondolkodó Christian Franckent.
Kisvárdáról írta 1599 előtt azt a levelet ángyának, vagyis sógorasszonyának, melynek bizonyos részletei verses formájúak. A levél címzettje valószínűleg Telegdy Pálné Várday Kata.

## Művei
- Illyefalvi István, Cserényi Mihály, Csáktornyai Mátyás, Póli István, Beythe István, Baranyai Decsi János, Ceglédi Nyíri János, Munkácsi János és ismeretlen szerzők históriái, Telegdy Kata verses levele, Fortuna sorsvetőkönyv, naptárversek, 1587–1600; sajtó alá rend. Orlovszky Géza; Balassi, Bp., 2004 (Régi magyar költők tára)

## Emlékezete
- Kisvárdán működik a Telegdi Kata Szakiskola és Szakközépiskola.